# Третьяков Борис Олексійович
Борис Олексійович Третьяков (1935 — ?) — латвійський радянський комуністичний державний діяч, завідувач відділу організаційно-партійної роботи ЦК КП Латвії. Член ЦК Комуністичної партії Латвії. Депутат Верховної Ради Латвійської РСР 9—10-го скликань.

## Життєпис
У 1958 році закінчив Харківський політехнічний інститут.
У 1958—1966 роках — інженер-конструктор, начальник бюро, заступник головного технолога заводу «Ригасільмаш» Латвійської РСР.
Член КПРС з 1963 року.
У 1966—1969 роках — 2-й секретар Ленінського районного комітету КП Латвії міста Риги.
У 1969—1973 роках — голова виконавчого комітету Ленінградської районної ради депутатів трудящих міста Риги.
25 січня 1973 — 8 серпня 1975 року — 1-й секретар Ленінського районного комітету КП Латвії міста Риги.
У 1975 — 25 лютого 1983 року — завідувач відділу організаційно-партійної роботи ЦК КП Латвії.
На 1985—1989 роки — начальник Латвійського республіканського управління Держстандарту СРСР.
Подальша доля невідома.

## Нагороди
- ордени
- медалі